# Discografia dei Delta V
Ecco l'elenco delle uscite discografiche dei Delta V. Dal 1998 al 2006 il gruppo ha pubblicato 5 album di studio, 1 raccolta e 9 cd singoli.

## Album in studio
- 1998 Spazio
- 1999 Psychobeat
- 2001 Monaco '74
- 2004 Le cose cambiano
- 2005 Delta V Collection
- 2006 Pioggia.Rosso.Acciaio
- 2019 Heimat

## Raccolte
- 2005 – Delta V Collection

## Singoli

### Fisici
- 1998 Al.C
- 1998 Il mondo visto dallo spazio
- 1998 Se telefonando
- 2001 Un'estate fa
- 2002 Un colpo in un istante (Remix)
- 2004 Prendila così
- 2004 Via da qui (Remix)
- 2006 Adesso e mai
- 2006 Ritornerai

### In digitale
- 2018 L'inverno e le nuvole
- 2018 1944
- 2018 Il cielo che cambia colore
- 2018 Domeniche di agosto
- 2019 30 anni
- 2020 Replay (cover Samuele Bersani)
- 2025 Nazisti dell'Illinois

### Promo
- 1998 Facile
- 1999 Sul filo
- 1999 Il primo giorno del mondo
- 2000 Marta ha fatto un sogno (Remix)
- 2001 Numeri in mia vita
- 2006 Fuori controllo (Remix)

### B-Sides
- 1998 Astrojuliet (dal singolo Al.C)
- 1998 Merkur B (dal singolo Se telefonando)
- 2001 Kids (dal singolo Un'estate fa)
- 2002 Nothing (dal singolo Un colpo in un istante)
- 2004 Respiro (dal singolo Via da qui)
- 2006 Inverno (dal singolo Ritornerai)

### Varie
- 1999 Via veloce (allegata alla rivista ROCKSOUND)
- 1999 Cosa vuoi da me (allegata alla rivista TRIBE GENERATION)
- 2000 L'infinito (free download)
- 2004 La cura (da Voli imprevedibili, tributo a Franco Battiato)

## Videografia

### Video musicali
| Anno | Titolo                                      | Regista/i                      |
| ---- | ------------------------------------------- | ------------------------------ |
| 1998 | Il mondo visto dallo spazio                 | Ago Panini                     |
| 1998 | Se telefonando                              | Ago Panini, Luca Merli         |
| 1999 | Sul filo                                    | Fabrizio Trigari               |
| 1999 | Il primo giorno del mondo                   | Fabrizio Trigari               |
| 2000 | Marta ha fatto un sogno                     | Fabrizio Trigari               |
| 2001 | Un'estate fa                                | Lorenzo Vignolo                |
| 2001 | Numeri in vita mia                          | Cosimo Alemà                   |
| 2002 | Un colpo in un istante / Tramps and Dancers | Cosimo Alemà                   |
| 2004 | Prendila così                               | Lorenzo Vignolo                |
| 2004 | Via da qui                                  | Lorenzo Vignolo                |
| 2006 | Adesso e mai                                | Lorenzo Vignolo                |
| 2006 | Ritornerai                                  | Lorenzo Vignolo                |
| 2018 | L'inverno e le nuvole                       | Lorenzo D'Orazio, Flavio Ferri |
| 2018 | 1944                                        | Lorenzo D'Orazio               |
| 2018 | Il cielo che cambia colore                  | Lorenzo D'Orazio               |
| 2018 | Domeniche di agosto                         | Lorenzo D'Orazio               |
| 2018 | San Babila ore 20                           | Giacomo Bertotti, Flavio Ferri |
| 2019 | 30 anni                                     | Lorenzo D'Orazio               |
| 2019 | Io sto bene                                 | Lorenzo D'Orazio, Flavio Ferri |
| 2020 | Replay                                      |                                |
| 2020 | Linea gotica                                | Lorenzo D'Orazio               |